# Liste des abbés de Saint-Maurin
La liste des abbés de l'abbaye de Saint-Maurin, en Lot-et-Garonne, est tirée du texte publié par dom Du Laura, moine de la congrégation de Saint-Maur au XVIIe siècle.

## Liste des abbés
- Otger, contemporain de l'évêque d'Agen Bernard de Beauville (1049-1056) ;
- Raimond, d'après le nécrologe de Moissac ;
- Asson, abbé vers 1080, jusqu'en 1091 ;
- Matfred, ou Matfroi, abbé en 1091 ;
- Pierre Ier, abbé avant 1160, d'après le nécrologe de Moissac ;
- Guillaume del Planels, abbé en 1160 ;
- Guillaume Bertrand Ier, abbé entre 1205 et 1212 ;
- Calsan de Favols, abbé en 1231 ;
- Guillaume III de Belpuch ou Beaupuy, abbé entre 1238, cité jusqu'en 1271 ;
- Gausbert Girval, abbé en 1259, jusqu'en 1303 ;
- Jourdain, abbé en 1303, au moins jusqu'en 1327 ;
- Guillaume IV Ychier, abbé en 1328 ;
- Géraud, mort en 1354 ;
- Guillaume V de Pozals, abbé en 1354, mort en 1375 ;
- Arnaud d'Ortals, nommé abbé par le pape Grégoire XI le 26 novembre 1375, mort en 1402 ;
- Guillaume VI de Bourson (Bursone ou d'Albusse), élu abbé en 1402, mort en 1430 ;
- Pierre II de La Coste, élu abbé le 10 août 1430, mort en 1444 ;
- Hugues du Tilhet, abbé de 1445 à 1464 ;

Abbés commendataires
- Herman de Lustrac, premier abbé commendataire. Il est pourvu du titre d'abbé de Saint-Maurin en 1425, mais ne prend possession de l'abbaye qu'après la mort de Hugues du Tilhet, en 1474. Il se démit huit ans plus tard en faveur de son neveu ;
- Bertrand de Lustrac, nommé abbé par le pape Sixte IV, le 23 janvier 1481, mort le 17 avril 1511 ;
- Antoine de Bretonesques ou Bretonescas, élu abbé quatre jours après le décès de Bertrand de Lustrac, mais dû céder le titre deux ans plus tard ;
- Jean de Lustrac, neveu de Bertrand, est nommé abbé par le pape Jules II le 9 septembre 1512, mais celui-ci étant mort avant l'envoi des bulles, cette nomination est confirmée par le pape Léon X le 19 mars 1513. Il a été consacré évêque de Périgueux le 27 janvier 1548/1549. Mort vers 1550 ;
- Geoffroy de Pompadour, abbé de Saint-Maurin et évêque de Périgueux entre 1550 et 1552 ;
- Jacques de Pompadour, neveu du précédent, nommé abbé par le pape Jules III le 12 septembre 1552, mort en 1591. Il s'ensuit une période troublée où plusieurs personnes se sont attribué les titres d'abbé de Saint-Maurin et ses revenus, à savoir dom Charles de Charuant, du prieuré d'Amberle, mais un arrêt de 1594 cassa ses droits, puis l'abbaye est réclamée par Amand Léon de Durfort, enfin Monsieur de Bor, qui s'en démit en 1604 en faveur de Pierre de Villamon ;
- Pierre de Villamont, natif d'Agen, abbé en 1604, mort le 19 septembre 1632 ;
- Mathurin de Mangot, a obtenu ses bulles de nomination à Saint-Maurin le 26 janvier 1634, mort le 25 juillet 1658. Il a introduit la réforme de Saint-Maur dans l'abbaye. Alexandre Falconat a joui de l'abbaye mais a été débouté par un arrêt du Grand conseil le 30 septembre 1660 ;
- Édouard Vallot, évêque de Nevers, est nommé abbé de Saint-Maurin en octobre 1660, mort en 1705 ;
- Guillaume André Hébert de Châteldon, nommé le 31 octobre 1705 ;
- Jean-Marie de Catelan de Caumont, président au parlement de Toulouse, nommé à la fin de l'année 1726 ;
- Thomas de Boucaud, nommé en 1731, mort en 1752 ;
- Louis-François-Joseph Boucaud, évêque d'Alet, nommé en 1752, mort le 6 décembre 1762 ;
- Joseph de Crémeaux d'Entraigues ;
- Joseph de Galard de Saldebru, nommé en 1783, dernier abbé de Saint-Maurin en 1790.